# Sandfell (berg i Island, Austurland, lat 65,08, long -14,51)
Sandfell är ett berg i republiken Island. Det ligger i regionen Austurland, 400 km öster om huvudstaden Reykjavík. Toppen på Sandfell är 1 157 meter över havet, eller 644 meter över den omgivande terrängen. Bredden vid basen är 6,6 km.
Trakten runt Sandfell är nära nog obefolkad, med mindre än två invånare per kvadratkilometer. Närmaste större samhälle är Reyðarfjörður, 14,0 km öster om Sandfell. Trakten runt Sandfell består i huvudsak av gräsmarker.